# Lista de episódios de The A-Team
Esta é uma lista de episódios da série de televisão The A-Team.

## Primeira Temporada
1. Piloto - A Cidade de San Rio Blanco (Mexican Slayride)
2. A Seita dos Fanáticos (Children of Jamestown)
3. A Lei e os Fora-da-lei (Pros and Cons)
4. Os Matadores (Small and Deadly War)
5. Conspiração do Barulho (Black Day at Bad Rock)
6. Jogos de Azar (The Rabbit Who Ate Las Vegas)
7. Missão em Nova York (The Out-of-Towners)
8. Dia de Caça nas Montanhas (Holiday in the Hills)
9. Operação Melancia (West Coast Turnaround)
10. Fuga Para Bornéu (One More Time)
11. Até Que a Morte nos Separe (Till Death Do Us Apart)
12. Vôo às Cegas (The Beast From the Belly of a Boeing)
13. Um Bom Lugar Para Visitar (A Nice Place to Visit)

## Segunda Temporada
1. Diamantes e Poeira (Diamonds 'n' Dust)
2. Um Pão Muito Especial (Recipe for Heavy Bread)
3. A Única Igreja da Cidade (The Only Church in Town)
4. Tempo Quente na Fronteira (Bad Time on the Border)
5. A Volta do Cavaleiro Mascarado - Parte 1 (When You Comin' Back, Range Rider? (1))
6. A Volta do Cavaleiro Mascarado - Parte 2 (When You Comin' Back, Range Rider? (2))
7. A Guerra dos Táxis (The Taxicab Wars)
8. A União Faz a Força (Labor Pains)
9. O Que Cai na Rede é Peixe (There's Always a Catch)
10. Água Para Heróis (Water, Water Everywhere)
11. Demolição (Steel)
12. Essa, Eu Já Ganhei (The White Ballot)
13. A Vaca Maltesa (The Maltese Cow)
14. Carga Perigosa (In Plane Sight)
15. O Sheik em Xeque (The Battle of Bel-Air)
16. A Volta aos Quartéis (Say It With Bullets)
17. Bebida Fatal (Pure-Dee Poison)
18. Cilada no Deserto (It's a Desert Out There)
19. Carros Depenados (Chopping Spree)
20. Os Terroristas (Harder Than it Looks)
21. Esquadrão do Mal (Deadly Maneuvers)
22. Gente de Boa Paz (Semi-Friendly Persuasion)
23. A Hora Final (Curtain Call)

## Terceira Temporada
1. Férias em Miami (Bullets and Bikinis)
2. O Mistério da Curva do Rio - Parte 1 (The Bend in the River (1))
3. O Mistério da Curva do Rio - Parte 2 (The Bend in the River (2))
4. Vida de Bombeiro é Fogo! (Fire!)
5. Pau Para Toda Obra (Timber!)
6. Barra Pesada (Double Heat)
7. Peças Bem Pregadas (Trouble on Wheels)
8. A Ilha (The Island)
9. O Falso Esquadrão (Showdown!)
10. Xerifes de Rivertown (Sheriffs of Rivertown)
11. Os Sinos de Santa Maria (The Bells of St. Marys)
12. Mudando a Moda (Hot Styles)
13. Pé-de-Coelho Azarado (Breakout!)
14. O Segredo é o Tempero (Cup A' Joe)
15. Sob Pressão (The Big Squeeze)
16. Campeão (Champ!)
17. No Continente Africano (Skins)
18. Jogatina (Road Games)
19. Aventureiros do Tempo Perdido (Moving Targets)
20. Cavaleiros da Estrada (Knights of the Road)
21. Lixo Industrial (Waste 'Em!)
22. Cabeças a Premio (Bounty)
23. O Gênio da Pintura (Beverly Hills Assault)
24. Refrigerantes de Classe (Trouble Brewing)
25. Esquadrão em Férias (Incident at Crystal Lake)

## Quarta Temporada
1. O Dia do Juízo Final - Parte 1 (Judgment Day—Part 1)
2. O Dia do Juízo Final - Parte 2 (Judgment Day—Part 2)
3. Dura Vida de Artista (Where is the Monster When You Need Him?)
4. O Bom Filho a Casa Torna (A Lease With an Option to Die)
5. A Trilha da Esperança (The Road to Hope)
6. O Coração do Rock N' Roll (The Heart of Rock n' Roll)
7. Hulk-a-rama (Body Slam)
8. Corrida, Fórmula de Morte (Blood, Sweat and Cheers)
9. O Perdão de Templeton Peck (Mind Games)
10. Vizinhança Tranquila (There Goes the Neighborhood)
11. Quem é a Loira Afinal? (The Doctor is Out)
12. Tio Bugaloo (Uncle Buckle-Up)
13. Murdock e a Roda da Fortuna (Wheel of Fortune)
14. Ação Entre Inimigos (The A-Team is Coming, The A-Team is Coming)
15. Um Clube Muito Exclusivo (Member's Only)
16. Cowboy George (Cowboy George)
17. Wayne, o Doido, Vai Chegar (Waiting for Insane Wayne)
18. Ouro e Cobiça (The Duke of Whispering Pines)
19. Caça ao Tesouro (Beneath the Surface)
20. Missão de Paz (Mission of Peace)
21. O Problema com Harry (The Trouble With Harry)
22. Família Mafiosa (A Little Town with an Accent)
23. No Limiar da Destruição (The Sound of Thunder)

## Quinta Temporada
1. O Preço da Liberdade (Dishpan Man) (Part 1 of The Court Martial)
2. Julgamento a Ferro e Fogo (Trial By Fire) (Part 2 of The Court Martial)
3. Na Linha de Fogo (Firing Line) (Part 3 of The Court Martial)
4. Uma Jogada de Mestre (Quaterback Sneak)
5. A Teoria da Revolução (The Theory of Revolution)
6. Uma Sombra do Passado (The Say U.N.C.L.E Affair)
7. Um Candidato à Morte (Alive at Five)
8. Reunião de Família (Family Reunion)
9. Beco Sem Saída (Point of No Return)
10. A Caveira de Cristal (The Crystal Skull)
11. Um Agente Para Ninguém Botar Defeito (The Spy Who Mugged Me)
12. O Esquadrão da Terceira Idade (The Grey Team)
13. Sem Reservas (Without Reservations)